# Distretto di Miraflores (Arequipa)
Il distretto di Miraflores è un distretto del Perù nella provincia di Arequipa (regione di Arequipa) con 50.704 abitanti al censimento 2007 tutti residenti nella località omonima.
È stato istituito il 2 gennaio 1857.